# Сопотниця (Шкофя Лока)
Сопотниця (словен. Sopotnica) — поселення в общині Шкофя Лока, Горенський регіон, Словенія. Висота над рівнем моря: 612,5 м.